# Homosassa
Homosassa – jednostka osadnicza w Stanach Zjednoczonych, w stanie Floryda, w hrabstwie Citrus.